# 피부미용사
피부미용사(皮膚美容師, esthetician)는 피부를 아름답게 가꿔주는 직업이다. 대한민국의 독립 직업 자격으로서의 명칭은 미용사(피부)이다.

## 국가별 현황

### 대한민국
2008년 공중위생관리법 시행령이 개정되어 피부미용사에 대해 머리카락을 관리하는 일반미용사와 별개의 자격인 미용사(피부)자격이 부여되기 시작했으며, 2018년 공중위생관리법이 개정되어 피부미용업이 별개의 미용업으로 명시되었다.

### 일본
별개의 피부미용사 자격이 없다.

### 중국
한국, 일본과 달리 미용(美容)이 피부비용에, 미발(美发)을 머리카락 미용으로 사용하여 미용사라는 이름이 피부미용사를 가리킨다.